# MacKenzie Mauzy
MacKenzie Grace Mauzy (sinh ngày 14 tháng 10 năm 1988) là một nữ diễn viên người Mỹ.

## Cuộc đời và sự nghiệp
Mauzy sinh tại Greensboro, Bắc Carolina. Cô đóng vai Phoebe Forrester trong bộ phim truyền hình dài tập The Bold and the Beautiful của đài CBS từ ngày 11 tháng 7 năm đến tháng 12 năm 2008.
Cô cũng đóng vai Lizzie Spaulding trong một bộ phim truyền hình dài tập khác của CBS là Guiding Light từ tháng 10 năm 2000 đến tháng 8 năm 2002. Ngoài ra cô cũng có một số vai diễn khách mời trong một số bộ phim khác của CBS bao gồm CSI: Crime Scene Investigation, CSI: NY and NBC's Law & Order: SVU.
Trước khi bước vào sự nghiệp diễn xuất, Mauzy từng làm việc ở New York, Virginia, và Bắc Carolina trong các vở kịch sân khấu cổ điển như A Christmas Carol, Snow White và Macbeth. Năm 1998, Mauzy giành giải Anna Wentworth cho "nữ diễn viên thiếu nhi xuất sắc nhất" cho vai diễn Annie Warbucks trong vở nhạc kịch Annie tại Nhà hát Showtimers ở Roanoke, Virginia.
Vào tháng 7 năm 2008, MacKenzie từng được chọn vào vai diễn Ilse trong tour diễn trên toàn nước Mỹ đầu tiên của vở nhạc kịch Broadway đình đám Spring Awakening. Tuy nhiên vai diễn này sau đó thuộc về Steffi D (một trong những thí sinh vào vòng chung kết của Canadian Idol) bởi MacKenzie từ chối để tham gia một vở nhạc kịch Broadway khác là A Tale of Two Cities. Dựa trên một trong những tiểu thuyết nổi tiếng nhất của Charles Dickens, A Tale of Two Cities lấy bối cảnh những sự việc xảy ra đằng sau Cách mạng Pháp và tập trung vào các đề tài: sự bất công, báo thù và sức mạnh cứu vãn của tình yêu. Mauzy đóng vai cô thợ may trong vở nhạc kịch sản xuất bởi Barbara Russell và Ron Sharpe. Vở kịch tốn 16 triệu USD kinh phí sản xuất, kết thúc công chiếu vào ngày 16 tháng 11 năm 2009 sau 33 buổi diễn thử và 68 buổi diễn chính thức.
Gần đây hơn, Mauzy tham gia diễn xuất trong vở nhạc kịch Broadway Next to Normal, là diễn viên tạm thời thay thế Jennifer Damiano trong vai Natalie Goodman. Cô tiếp tục kế nhiệm Meghann Fahy trong vai trò diễn viên dự phòng cho vai Natalie, còn Fahy thay Jennifer Damiano trở thành diễn viên trong vai Natalie toàn thời gian. Mauzy tham gia vở diễn này cho tới khi nó ngừng công chiếu ở Broadway vào chủ nhật, ngày 16 tháng 1 năm 2011 sau 21 buổi diễn thử và 733 buổi diễn chính thức.
Mackenzie Mauzy đóng vai chính trong vở nhạc kịch gây tranh cãi, White Noise, vốn một phần dựa trên cuộc đời của cặp đôi nghệ sĩ pop da trắng ủng hộ sự độc tôn của người da trắng, Prussian Blue. White Noise được công chiếu hạn chế ở nhà hát Royal George tại Chicago, IL. Vở kịch bắt đầu diễn từ 9 tháng 4 năm 2011 và nhận được những phản hồi trái chiều từ cả giới chuyên môn và khán giả. Vở kịch kết thúc sớm hơn thời hạn vào ngày 15 tháng 5 năm 2011.
Kể từ 26 tháng 12 năm 2012, Mauzy diễn vai chính trong vở nhạc kịch Giant của Michael John LaChiusa tại Nhà hát The Public, thủ vai Claire "Luz" Benedict.
Năm 2014, Mauzy tham gia diễn xuất trong phim Into the Woods với vai Rapunzel.

## Sự nghiệp điện ảnh
| Năm  | Tên phim         | Vai diễn         | Notes |
| ---- | ---------------- | ---------------- | ----- |
| 2013 | Brother's Keeper | Maggie Malloye   |       |
| 2014 | Into the Woods   | Rapunzel         |       |
| 2015 | Construction     | Courtney Wolfson |       |

| Năm       | Tên phim                       | Vai diễn         | Ghi chú                       |
| --------- | ------------------------------ | ---------------- | ----------------------------- |
| 2000–2002 | Guiding Light                  | Lizzie Spaulding | 2 tập                         |
| 2006      | CSI: NY                        | Sara Butler      | Tập phim: "Stealing Home"     |
| 2006–2008 | The Bold and the Beautiful     | Phoebe Forrester | Diễn viên chính: 224 tập      |
| 2007      | Cold Case                      | Anna Gunden—2006 | Tập: "Running Around"         |
| 2009      | Law & Order                    | Carly Di Gravia  | Tập: "Crimebusters"           |
| 2010      | CSI: Crime Scene Investigation | Emily Marsh      | Tập: "Lost & Found"           |
| 2010      | The Stay-At-Home Dad           |                  | Tập: "Game Over"              |
| 2010      | Drop Dead Diva                 | Tina             | Tập: "Begin Again"            |
| 2012      | NCIS: Los Angeles              | Erin             | Tập: "Crimeleon"              |
| 2012      | Bones                          | SueBob Mobley    | Tập: "The Family in the Feud" |
| 2014–     | Forever                        | Abigail          | Diễn viên định kỳ             |